# Beechcraft Model 18
Die Beechcraft Model 18 Twin Beech, kurz Beech 18, ist ein zweimotoriger Tiefdecker mit einziehbarem Spornradfahrwerk des US-amerikanischen Herstellers Beech Aircraft, der von 1937 bis 1970 gebaut wurde. Neben zwei Piloten konnten je nach Version zwischen sechs und elf Personen befördert werden.
Für die zahlreichen Versionen der Beech 18 wurden insgesamt über zweihundert Zusatz-Musterzulassungen durch die Aufsichtsbehörde FAA erteilt, mehr als für jedes andere Flugzeug.

## Geschichte
In den späten 1930er Jahren wurde ein Kriegsausbruch in Europa immer wahrscheinlicher. Beechcraft entschied sich daraufhin, die Produktionskapazität zu erweitern und ein neues Mehrzweck-Transportflugzeug zu entwickeln. Die Model 18 war ein Ganzmetallflugzeug und verfügte über zwei Sternmotoren sowie ein doppeltes Leitwerk. Die ersten Maschinen verfügten über Jacobs L-6-Motoren mit 225 kW oder Wright R-760E-Motoren mit 260 kW. Am Ende entschied man sich für das 295 kW-Pratt & Whitney Wasp Junior-Triebwerk. Den Erstflug bestritt der Prototyp am 15. Januar 1937.
Auch später wurden noch zahlreiche Veränderungen am Antrieb und an der Flugzeugzelle vorgenommen, um die Zuladung und die Geschwindigkeit zu erhöhen. Zwischenzeitlich erhielt das Modell das 450 kW starke Pratt & Whitney R-1340-Triebwerk. Die damit verbundene Gewichtszunahme machte eine fast komplette Neukonstruktion der Zelle notwendig.
Einige von Fremdfirmen vorgenommene Veränderungen wurden von Beechcraft für die Serienmodelle übernommen. Bei den letzten Versionen ersetzte der Hersteller die Kolbenmotoren durch Pratt & Whitney Canada PT6-Turboprops mit Hartzell-Propellern.
Die Beechcraft Model 18 wurde bis 1970 gebaut. Letzter Kunde war Japan Airlines. Insgesamt entstanden über 9.000 Flugzeuge in 32 Versionen.

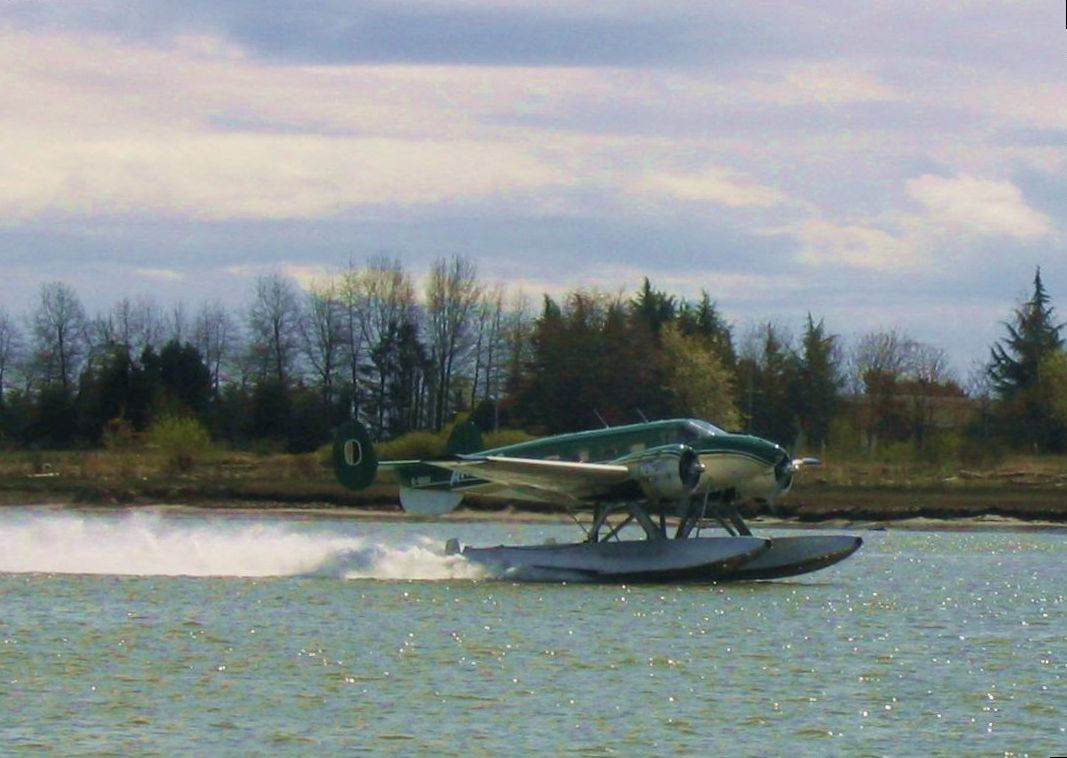
Beechcraft 18 mit Schwimmern

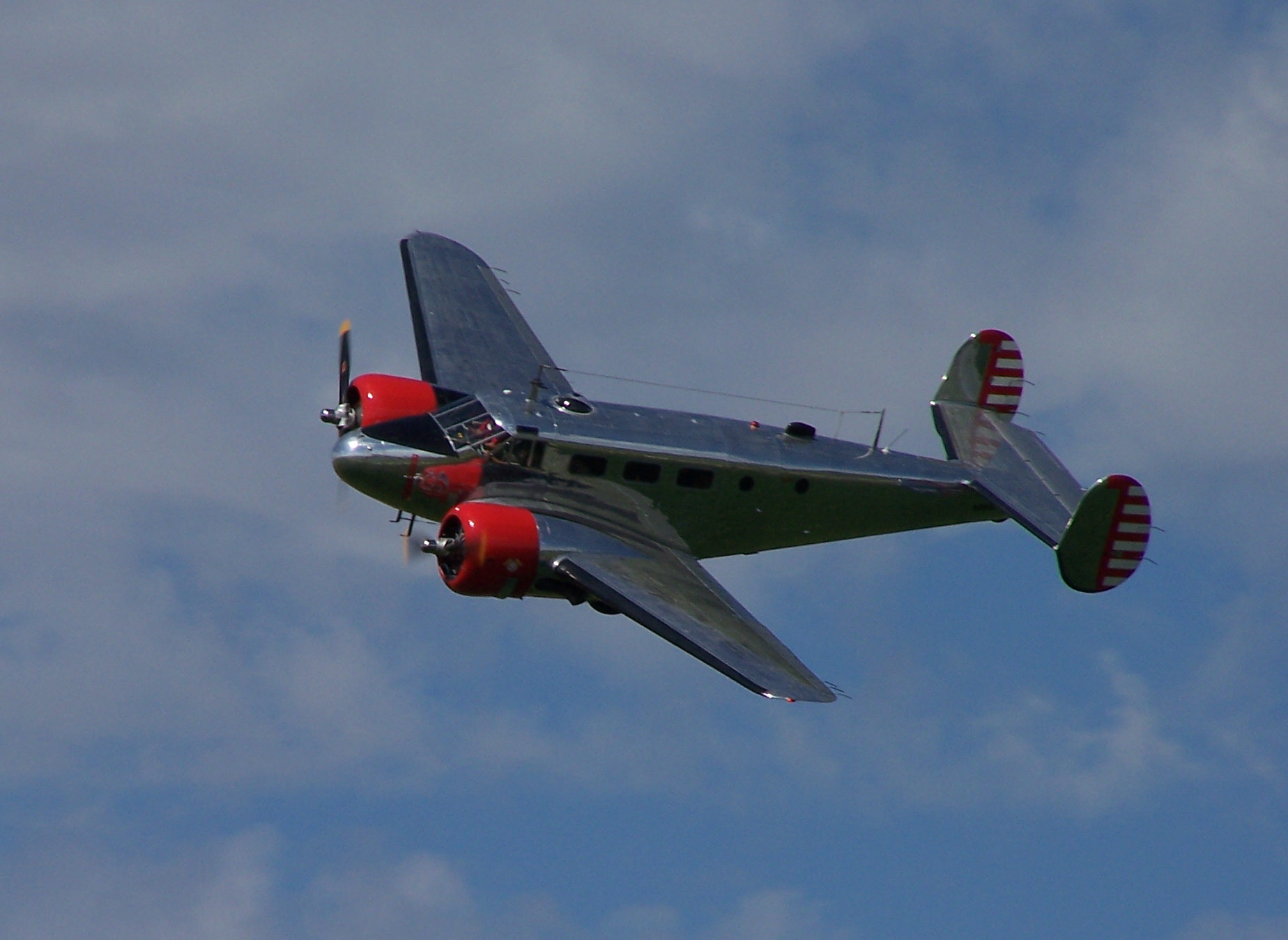
Beechcraft 18 im Flug

## Nutzung
Bis zum Zweiten Weltkrieg waren nur 39 Maschinen verkauft worden. Bei Kriegsbeginn wurde eine Version entwickelt, mit der Piloten, Bombenschützen und Navigatoren ausgebildet werden konnten. Das Ergebnis war die Armeeversion AT-7 Navigator und die Marineversion SNB-2. Später folgten die AT-11 Kansan und SNB-1 sowie der Militärtransporter C-45 Expeditor. Außerdem existierte ein Experimentalflugzeug XA-38, das eine Kanone im Bug installiert hatte, aber nie in Serie ging.
Diese Maschinen kamen auf eine geschätzte Flugdauer von 20 Millionen Stunden. Die USAF nutzte die Beechcraft Model 18 (AT-11 Kansan, C-45 Expeditor, F-2 Expeditor und UC-45 Expeditor) von 1946 bis 1951. Die C-45 war bis 1963 für die Luftwaffe im Einsatz. Auch das Strategic Air Command setzte einige C-45 ein. Die Marine stellte ihre letzte SNB 1972 außer Dienst, während die Armeeversion der C-45 bis 1976 im Dienst verblieb.
Die Nutzung umfasste darüber hinaus landwirtschaftliche Sprüheinsätze, das Aussetzen von Fischlaich, das Verteilen von Trockeneis zur Regenerzeugung, Feuerlöscheinsätze, den Abwurf von Luftpost, Krankentransporte, Filmproduktionen, Fallschirmsprünge, Schmuggeltransporte, Motorentestflüge oder das Schleppen von Bannern.
Gelegentlich wurde die Beech 18 als Passagierflugzeug eingesetzt. So war sie das erste Flugzeug der Philippine Airlines, Asiens ältester Fluggesellschaft. Heute befinden sich zahlreiche Exemplare in Privatbesitz.

## Produktion für USAAF
Abnahme der Beech 18 durch die USAAF: 
| Version     | 1940 | 1941 | 1942  | 1943  | 1944  | 1945 | Summe |
| ----------- | ---- | ---- | ----- | ----- | ----- | ---- | ----- |
| C-45        | 19   | 41   |       | 60    | 1.060 | 591  | 1.771 |
| AT-7, AT-11 |      | 191  | 1.105 | 1.370 | 738   |      | 3.404 |
| F-2         | 13   |      |       |       | 20    | 22   | 55    |
| Summe       | 32   | 232  | 1.105 | 1.430 | 1.818 | 613  | 5.230 |

### Militärische Nutzer
- Argentinien
- Bolivien
- Brasilien
- Costa Rica
- Dominikanische Republik
- Ecuador
- El Salvador
- Elfenbeinküste
- Frankreich
- Guatemala
- Honduras
- Indonesien
- Italien
- Kanada
- Kolumbien
- Mexiko
- Nicaragua
- Niger
- Nigeria
- Peru
- Philippinen
- Portugal
- Schweden
- Schweiz
- Somalia
- Spanien
- Sri Lanka
- Südafrika
- Taiwan
- Thailand
- Türkei
- Uruguay
- Venezuela
- Vereinigte Staaten: US Army, US Army Air Corps, US Army Air Forces, US Air Force, US Marine Corps, US Navy
- Vereinigtes Königreich: Royal Air Force, Royal Navy

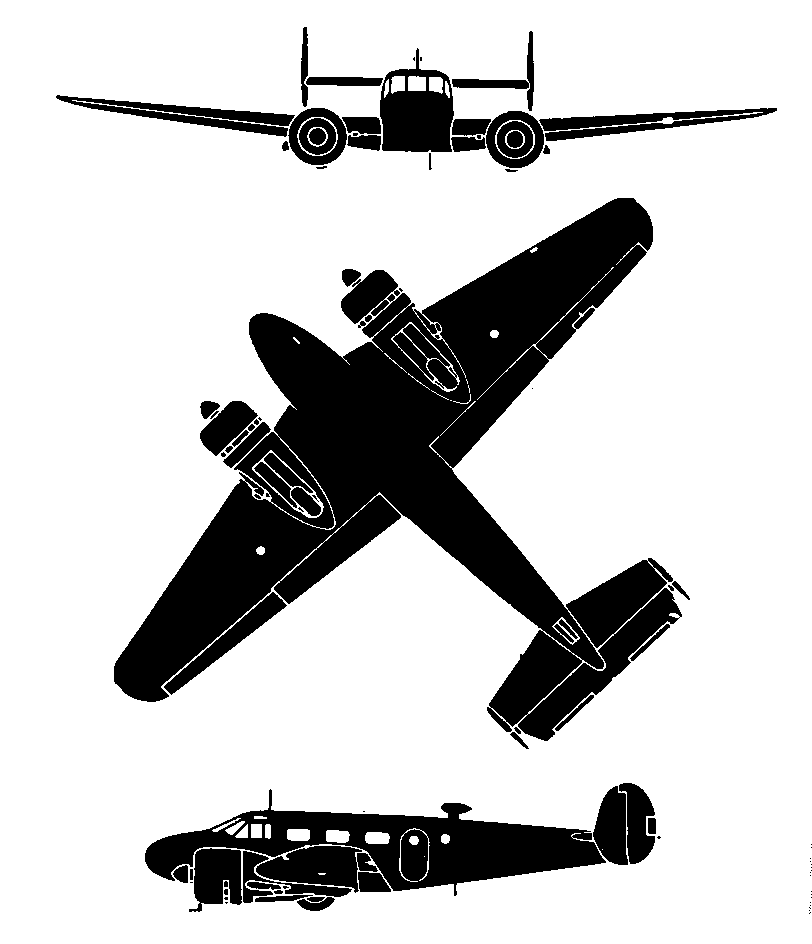
Beech C 45

- Zaire

## Technische Daten
| Kenngröße             | Daten der UC-45                                                        |
| --------------------- | ---------------------------------------------------------------------- |
| Besatzung             | 2                                                                      |
| Passagiere            | 6                                                                      |
| Länge                 | 10,41 m                                                                |
| Spannweite            | 14,53 m                                                                |
| Höhe                  | 2,95 m                                                                 |
| Flügelfläche          | 32,4 m²                                                                |
| Flügelstreckung       | 6,5                                                                    |
| Startmasse            | 3.959 kg                                                               |
| Höchstgeschwindigkeit | 360 km/h                                                               |
| Dienstgipfelhöhe      | 7.930 m                                                                |
| Reichweite            | 1.900 km                                                               |
| Triebwerke            | zwei Pratt & Whitney R-985-AN-1 Wasp Junior Sternmotoren mit je 336 kW |